# 龔庚
龔庚（16世紀—17世紀），字長孺，廣東廣州府南海縣人，明朝政治人物。

## 生平
龔庚是天啟四年（1624年）甲子科廣東鄉試舉人，授鍾祥知縣，當時地方殘破，又正值寇警，他能加意撫循，令流離者有依靠，旱災時他虔誠祈禱而大雨立刻降下，並修築堤防讓人民安穩，後因剛直不阿自行辭官，在家鄉彈琴賦詩，對待撫養自己的伯父如父親一樣，供養叔父的遺孤，非常篤於人倫。

## 引用
1. 1 2  同治《南海縣志·卷三十八·列傳七》：龔庚，字長孺，少補邑弟子員，天啟甲子領鄉薦，選湖廣鍾祥令，邑多彫瘵，又值寇警，加意撫循，流離稍集，嘗苦旱，庚虔禱雨立至，修堤防祥民賴之，以直道不容乞歸，彈琴賦詩不治生產，少失怙恃，事伯父如父，伯父豪侈破產，庚處之恬如，叔父早卒，撫其遺孤至於成立，其篤於人倫如此。 據郭志修
2. ↑  錢海岳《南明史·卷八十八·列傳第六十四》：同（蕭奕輔）時兩廣遺臣：南海則龔庚，字長孺，天啟四年舉於鄉。官鍾祥知縣，撫循多勞，致仕。